# بوژپوله ویلکیه
بوژپوله ویلکیه (به لهستانی:  Bożepole Wielkie) یک روستا در لهستان است که در گمینا ونچتسه واقع شده‌است. بوژپوله ویلکیه ۲٬۰۸۹ نفر جمعیت دارد.